# خداوند نگهدار تزار باد!
«خداوند نگهدار تزار باد!» (روسی: Боже, Царя храни!؛ IPA: [ˈboʐɨ tsɐˈrʲa xrɐˈnʲi]) سرود ملی امپراتوری روسیه بود. این آهنگ در یک مسابقه که در سال ۱۸۳۳ برگزار شد انتخاب گردید و اولین بار در تاریخ ۱۸ دسامبر ۱۸۳۳ اجرا شد. این قطعه توسط ویولونیست آلکسی لیووف آهنگسازی شد و اشعار آن توسط شاعر درباری واسیلی ژوکوفسکی نوشته شد. این سرود تا انقلاب فوریه سال ۱۹۱۷ سرود ملی بود. پس از آن، مارسیز کارگران به عنوان سرود ملی جدید پذیرفته شد تا زمانی که دولت موقت روسیه توسط بلشویک‌ها در انقلاب اکتبر همان سال سرنگون شد.

## اهمیت
بسیاری از آهنگسازان از این تم در آثار خود استفاده کرده‌اند، به ویژه چایکوفسکی که آن را در قطعاتی مانند اوورتور ۱۸۱۲، مارش اسلاو، شاه کریستیان نزد دکل رفیع ایستاد، سرود ملی دانمارک و مارش تاجگذاری جشن به کار برده است. در دوران شوروی، مقامات موسیقی چایکوفسکی (مانند اوورتور ۱۸۱۲ و مارش اسلاو) را تغییر دادند و به جای «خداوند نگهدار تزار باد» از ملودی‌های میهن‌پرستانه دیگری مانند گروه‌سرای «شکوه» از اپرای «زندگی برای تزار» اثر میخائیل گلینکا استفاده کردند. شارل گونو نیز این تم را در اثر خود «فانتزی بر سرود ملی روسیه» به کار گرفته است. موسیقی ویلیام والتون برای فیلم «سه خواهر» (۱۹۷۰) که بر اساس نمایشنامه‌ای از چخوف ساخته شده، به شدت از این تم الهام گرفته است.
نویسنده انگلیسی هنری چورلی در سال ۱۸۴۲ سرودی با نام «خداوند قادر مطلق!» نوشت که بر اساس ملودی لیووف ساخته شد و در سرودنامه‌های قرن ۱۹ و ۲۰ به عنوان «سرود روسی» منتشر گردید. ملودی «سرود روسی» همچنان در سرودنامه‌های مدرن انگلیسی‌زبان ظاهر می‌شود، مانند سرودنامه‌های کلیسای متحد متدیست، کلیسای پرسبیتری، کتاب سرودهای عبادی لوتری کلیسای انجیلی لوتری در آمریکا، یا با نام «روسیه» در «سرودنامه ۱۹۸۲» کلیسای اسقفی آمریکا.
همان ملودی با اشعار مختلف برای سرودهای مختلف سازمانی نیز استفاده شده است: «دوکسولوژی فی گاما دلتا»، «برادری شریف» فی کاپا سای، سرود «آلما ماتر» دانشگاه وست چستر، «درود، پنسیلوانیا!» (سرود آلما ماتر دانشگاه پنسیلوانیا)، «مک‌آلستر قدیمی عزیز» (سرود آلما ماتر کالج مک‌آلستر)، «درود، دلتا اپسیلون» (سرود انجمن دلتا اپسیلون)، «استوار در برادری» (سرود رسمی نظم تیر و کمان)، سرود دبیرستان دانشگاه سانتو توماس در مانیل، و سرود آلما ماتر دانشگاه زنان تگزاس، دبیرستان مقدماتی یسوعیان در دالاس، تگزاس، مدرسه وست‌اوور در میدلبری، کانتیکت با عنوان «اکنون برای وست‌اوور بایستید»، آکادمی تِیبور در ماریون، ماساچوست، دبیرستان دیمیت در دیمیت، تگزاس، دبیرستان گرنت در پورتلند، اورگن، دبیرستان یسوعیان در تامپا، فلوریدا، دبیرستان منطقه‌ای ویندبر در ویندبر، پنسیلوانیا، و دبیرستان سابق سنت پیتر در مک‌کیسپورت، پنسیلوانیا.
موسیقی متن موریس ژار برای فیلم دکتر ژیواگو (۱۹۶۵) از این ملودی در چندین قطعه به ویژه در اوورتور استفاده کرده است. این سرود که توسط گروه موسیقی گارد ولزی اجرا شد به عنوان موسیقی تیتراژ برای اقتباس تلویزیونی حماسی بی‌بی‌سی از جنگ و صلح در سال ۱۹۷۲ استفاده شد. گروه سلطنتی اسکاتس دراگون گاردز همچنان «خداوند نگهدار تزار باد!!» را در مراسم رسمی به عنوان ادای احترام به نیکلای دوم، فرمانده کل پیشین خود، اسکاتس گریس اجرا می‌کنند.
الکساندر گرادسکی یکی از مشهورترین هنرمندان موسیقی راک دوران شوروی در سال ۱۹۹۸ پیشنهاد کرد که این ملودی دوباره به عنوان سرود ملی روسیه اما با اشعاری کاملاً متفاوت از آنچه ژوکوفسکی نوشته بود به کار گرفته شود.

### استفاده در بلغارستان
این آهنگ به عنوان سرود سلطنتی شاهزاده‌نشین بلغارستان استفاده می‌شد که توسط دولت موقت روسیه و فرماندهان ارتش روسیه اعمال شده بود. استفاده از این آهنگ در بلغارستان پس از اعلام استقلال این کشور در سال ۱۹۰۸ متوقف شد.

## متن ترانه
| اصل روسی | نویسه گردانی | رونویسی IPA | ترجمه فارسی |
| --- | --- | --- | --- |
| 𝄆 Боже, Царя храни! Сильный, державный, Царствуй на славу, на славу намъ! 𝄇 𝄆 Царствуй на страхъ врагамъ, Царь православный! Боже, Царя храни! 𝄇 | 𝄆 Bózhe, Tsaryá khraní! Sílnyy, derzhávnyy, Tsárstvuy na slávu, na slávu nam! 𝄇 𝄆 Tsárstvuy na strakh vragam, Tsar pravoslávnyy! Bózhe, Tsaryá khraní! 𝄇 | 𝄆 [ˈbo.ʐɨ tsɐ.ˈrʲæ xrɐ.ˈnʲi ‖] [ˈsʲilʲ.nɨj \| dʲɪr.ˈʐav.nɨj \|] [ˈtsar.stvʊj nɐ ˈsɫa.vʊ \| nɐ ˈsɫa.vʊ nam ‖] 𝄇 𝄆 [ˈtsar.stvʊj nɐ ˈstraɣ vrɐ.ˈgam \|] [ˈtsarʲ prə.vɐ.ˈsɫav.nɨj ‖] [ˈbo.ʐɨ tsɐ.ˈrʲæ xrɐ.ˈnʲi ‖] 𝄇 | 𝄆 خداوند نگهدار تزار باد! قوی و مقتدر، حکومت کن برای شکوه، برای شکوه ما! 𝄇 𝄆 حکومت کن تا دشمنان را به هراس افکنی، تزار ارتدوکس! خداوند نگهدار تزار باد! 𝄇 |